# Teudis
Teudis  (gotsko Þiudeis,  špansko Teudis, portugalsko Têudis) je bil od leta 531 do 548 kralj Vizigotov v Hispaniji, * okoli 470, † junij 548, Sevilja.
Bil je mečenosec ostrogotskega kralja Teoderika Velikega, ki ga je poslal vladat v Vizigotsko kraljestvo med mladoletnostjo kralja Amalarika, sina kralja Alarika II. in Teoderikove hčerke Teodegote.
Po Prokopiju se je Teudis med svojim guvernerstvom  poročil s Španko, ki je "bila iz premožne hiše in ni imela samo velikega bogastva, temveč tudi veliko posestvo v Španiji". Z njenim bogastvom je lahko  Teudis zbral zasebno vojsko z dva tisoč možmi, kar ga je dejansko osamosvojilo od Teoderikove oblasti. Teoderik proti njemu ni ukrepal. Eden od razlogov za to je bil, da bi Franki, ki so v bitki pri Vouilléju ubili vizigotskega kralja Alarika, imel izgovor, da začnejo novo vojno. Drug razlog je bil, da je Teudis previdno spoštoval ukaze svojega kralja in mu nikoli ni pozabil  plačati letnega davka.
Po umoru Amalarika, zadnjega iz dinastije Balti, je bil Teudis izvoljen za kralja Vizigotov. Zgodovinar Herwig Wolfram je prepričan, da je pomembno vlogo pri izvolitvi imela podpora Ostrogotov, ki so z njim prodrli proti zahodu, medtem ko zgodovinar Peter Heather domneva, da sta pomembno vlogo verjetno igrala Teudisova sorodnika  Ildibad in Totila iz zelo močnega nekraljevega klana, ki sta po padcu Teoderikove hiše v gotskih vojnah postala kralja Italije.
Leta 541 se je moral Teudis soočiti s Franki pod vodstvom Klotarja I. in Hildeberta I., ki sta prodrla do Zaragoze in jo oblegala 49 dni. Po navedbah Gregorja Tourskega sta se obleganje prekinila, ko sta izvedela, da mesto varujejo relikvije svetega Vincenca Zaragoškega. Primarni viri so glede izida frankovske invazije neenotni: Izidor Seviljski piše, da je bodoči kralj Teudigizel, takrat Teudisov general, pobil vse napadalce, razen skupine, ki ga je podkupila, da jim je omogočil pobeg, medtem ko Gregor Tourski trdi, da jim je "uspelo osvojiti velik del Španije in so se v  Galijo  vrnili z neizmernim plenom". Zgodovinar Roger Collins meni, da je bila to prva zmaga Vizigotov nad njihovimi frankovskimi tekmeci, ki je nedvomno povečala Teudisov prestiž.
Teudis je kmalu po izvolitvi za kralja leta 533 sprejel delegacijo vandalskega kralja Gelimerja, ki je iskala pomoč pred bližajočim se napadom Bizantincev. Delegate je prisrčno sprejel in pogostil, ker je pred njihovim prihodom izvedel, da je Kartagina padla, pa je njihovo prošnjo za zavezništvo proti Bizanincem zavrnil. Delegate so po vrnitvi v Kartagino Bizantinci ujeli.  Roger Collins trdi, da je Teudis izkoristil poraz Vandalov in zasedel del afriške obale nasproti španske obale. Vizigotom leta 542 ni uspelo obraniti Cevte, ki so jo z morja napadli Bizantinci.
Teudis je bil arijanec, vendar je dopuščal prakticiranja rimskokatoliške vere in celo dovolil, da so se njihovi škofi srečali v Toledu, da bi uredili "zadeve, potrebne za cerkven nauk". Collins ugotavlja, da "je bilo v Španiji pred letom 589 več regionalnih cerkvenih zborov, od tega skoraj polovica med Teudisovim vladanjem: leta 540 v Barceloni in leta 546 v Leridi in Valenciji". Med njegovo vladavino je bila novembra 546 dokončana in razglašena kodifikacija gotskega prava, ki je veljalo tako za Vizigote kot za njihove podložnike.
Leta 548 je bil Teudis umorjen. Zgodovinar Herwig Wolfram umor opisuje kot "morbus Gothicus – gotsko bolezen, saj je od približno štirideset kraljev in protikraljev od Alarika I. dalje manj kot polovica umrla naravne smrti".